# Loïc Loval
Loïc Loval-Landré (Longjumeau, 28 settembre 1981) è un ex calciatore francese, di ruolo attaccante.

## Caratteristiche tecniche
Giocava come attaccante.

## Carriera

### Club
Entrò nel calcio professionistico nel 2000 facendo parte del Sochaux B, la squadra riserve del Sochaux, senza però debuttare; nel 2001 passò al Besançon RC; nel 2003 si trasferì nei Paesi Bassi, prima al De Graafschap e successivamente al Go Ahead Eagles, dove 15 reti in 51 partite gli valsero l'approdo in Eredivisie con la maglia dell'Utrecht, dove rimane fino al 2010, per poi tornare a giocare in Francia.

### Nazionale
Con la Guadalupa ha giocato 16 partite, partecipando alla CONCACAF Gold Cup 2007, competizione nella quale la selezione del Dipartimento d'Oltremare francese si classificò al terzo posto ex aequo con il Canada dopo aver perso per 1-0 contro il Messico il semifinale.